# Associação Chapecoense de Futebol
L'Associação Chapecoense de Futebol, més conegut com a Chapecoense o pel seu acrònim, ACF, és un club de futbol brasiler de la ciutat de Chapecó, a l'estat de Santa Catarina.
El 29 de novembre de 2016 l'equip es va fer tristament cèlebre a tot el món quan el vol 2933 de la companyia LaMia, que traslladava el Chapecoense a Medellín per enfrontar-se a l'Atlético Nacional en la seva primera final de la Copa Sud-americana, es va estavellar poc abans d'arribar a la ciutat colombiana. En l'accident va morir gairebé tota la plantilla del primer equip, el cos tècnic, l'equip directiu i els periodistes que viatjaven a l'aparell.

## Història
El 10 de maig de 1973 nasqué l'Associação Chapecoense de Futebol, després de la fusió d'Atlético Chapecoense i Independente.
L'any 1977 guanyà el seu primer campionat estatal en vèncer l'Avaí per 1-0 a la final.
El 1978 participà per primera vegada en la lliga brasilera de primera divisió. Va acabar en la posició 51, i la següent en la 93.
El 2002, per motius comercials, el Chapecoense va passar a anomenar-se Associação Chapecoense Kindermann/Mastervet. No obstant, el 2006 l'equip va recuperar el seu nom original, Associação Chapecoense de Futebol, aconseguint aquell any tornar a proclamar-se campió de la Copa Santa Catarina.
El 2007 va aconseguir per tercera vegada adjudicar-se el campionat estatal, a més de jugar a la tercera divisió de la lliga brasilera, tot i que va ser eliminat en la primera fase de competició. El 2011 i el 2016 van tornar a guanyar el Campionat catarinense.
El Chapecoense va disputar la sèrie A de la lliga brasilera, la primera divisió, per primera vegada a la seva història, la temporada 2014, gràcies a l'ascens aconseguit la temporada anterior, després d'empatar amb el Bragantino a Chapecó per 1-1. Gràcies als bons resultats aconseguits durant la temporada, el Chapecoense va aconseguir la permanència.
Alineació titular en les semifinals de la Copa Sud-americana de 2016
El 2016 el Chapecoense va fer història quan va aconseguir classificar-se per a la final de la Copa Sud-americana després d'eliminar el San Lorenzo de Almagro gràcies a la regla del valor dels gols en camp contrari.

### Accident aeri
El planter de l'Associação Chapecoense de Futebol anava al vol 2933 de LaMia, vol xàrter que provenia de Santa Cruz de la Sierra, Bolívia, i que es va estavellar en una zona muntanyosa del municipi de La Unión, quan s'aproximava a l'Aeroport José María Córdova de Medellín, Colòmbia, el 28 de novembre de 2016 a les 10:00 pm (hora local de Bogotà, UTC-5). En l'accident va morir gairebé tota la plantilla del primer equip, el cos tècnic, l'equip directiu i els periodistes que viatjaven a l'aparell.

## Palmarès

### Continental
- Copa Sud-americana: 1

2016

### Nacional
- Campionat catarinense: 5

1977, 1996, 2007, 2011, 2016
- Copa Santa Catarina: 1

2006
- Taça Santa Catarina: 2

1979, 2014
- Taça Plinio Arlindo de Nez: 1

1995
- Campeonato Seletivo: 1

2002
- Copa da Paz: 1

2005